# Oplodontha impar
Oplodontha impar är en tvåvingeart som först beskrevs av Mario Bezzi 1906.  Oplodontha impar ingår i släktet Oplodontha och familjen vapenflugor.
Artens utbredningsområde är Etiopien. Inga underarter finns listade i Catalogue of Life.